# Хокей із шайбою на зимових Азійських іграх 1990
Змагання з хокею із шайбою на зимових Азійських Іграх 1990, що проходили в Саппоро (Японія). У цих змаганнях взяли участь всього 4 країни: Китай, Японія, Північна Корея та Південна Корея.

## Таблиця медалей
| Місце                      | Країна         | Золото | Срібло | Бронза | Загалом |
| -------------------------- | -------------- | ------ | ------ | ------ | ------- |
| 1                          | Китай          | 1      | 0      | 0      | 1       |
| 2                          | Японія         | 0      | 1      | 0      | 1       |
| 3                          | Південна Корея | 0      | 0      | 1      | 1       |
| Разом                      | Разом          | 1      | 1      | 1      | 3       |
| Примітка: приймаюча країна |                |        |        |        |         |

## Підсумкова таблиця та результати
| Місце | Команда        | КНР | Японія | Південна Корея | Північна Корея | В | Н | П | ШЗ | ШП | О |
|       | Китай          |     | 4:2    | 7:2            | 6:6            | 2 | 1 | 0 | 17 | 10 | 5 |
|       | Японія         | 2:4 |        | 11:7           | 6:2            | 2 | 0 | 1 | 19 | 13 | 4 |
|       | Південна Корея | 2:7 | 7:11   |                | 6:5            | 1 | 0 | 2 | 15 | 23 | 2 |
| 4     | Північна Корея | 6:6 | 2:6    | 5:6            |                | 0 | 1 | 2 | 13 | 18 | 1 |

### Нагороди
| Нагорода            | Гравець                                    | Команда |
| ------------------- | ------------------------------------------ | ------- |
| Найкращий бомбардир | Тошіюкі Сакай 10 очок (4 гола + 6 передач) | Японія  |